# Tetraogallus himalayensis
El perdigallo himalayo o tetraogallo del Himalaya  (Tetraogallus himalayensis) es una especie de ave galliforme de la familia Phasianidae.

## Subespecies
- Tetraogallus himalayensis bendi
- Tetraogallus himalayensis grombczewskii
- Tetraogallus himalayensis himalayensis
- Tetraogallus himalayensis incognitus
- Tetraogallus himalayensis koslowi
- Tetraogallus himalayensis saurensis
- Tetraogallus himalayensis sewerzowi

## Localización
Esta especie y subespecies de aves se localizan en las montañas del Himalaya y en las adyacencias de la cordillera de Pamir en Asia.